# Heřmanova Huť
Heřmanova Huť là một làng thuộc huyện Plzeň-Bắc (huyện), vùng Plzeňský, Cộng hòa Séc.